# فارونيات
الفارونيات (الاسم العلمي: Varunidae)، فصيلة من السلطعونات مثقوبات الصدر. تعيين الفصيلة التصنيفي ضمن السلطعونيات مشوش، خضعت للمراجعة. لفترة طويلة،وضعت في صنف فُصيلة سرطانات الشواطئ، لكن يبدو أنهم أقرب إلى Macropthalmus و Mictyridae، والتي عادًة ما توضع في سرطانات شبحية وأشباهها. وبالتالي قد يكون من الأفضل دمج الفصيلة العليا الأخيرة مع السلطعونيات، مع الاحتفاظ بالاسم الأخير كما هو.